# 佩妮拉·博瓦尔
佩妮拉·博瓦尔（瑞典語：Pernilla Bowall，1972年8月16日—），瑞典女子足球运动员，场上位置是中场。她曾入选1996年夏季奥林匹克运动会瑞典女子足球队阵容，但并未上场参赛。